# 므와로주

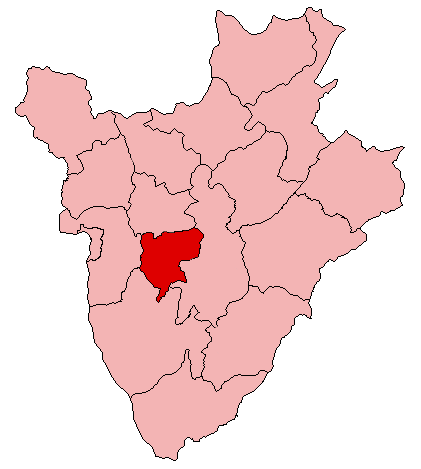
음와로 주의 위치

므와로주(Mwaro)는 부룬디 중서부에 위치한 주로, 주도는 므와로이며 면적은 840km2, 인구는 229,013명(1999년 기준)이다. 북쪽으로는 무람비아 주, 동쪽으로는 기테가 주, 남쪽으로는 부루리 주, 서쪽으로는 부줌부라 교외주와 접하며 6개 코뮌(비소로, 기소지, 카요퀘, 은다바, 냐비항가, 루사카)을 관할한다.